# Château d'Arcenay
Le château d’Arcenay est un château du XVIIIe siècle construit sur une base antérieure du XIVe siècle situé à Lacour-d'Arcenay en Côte-d'Or, en Bourgogne-Franche-Comté.

## Localisation
Le château est situé à proximité de l'étang du hameau d'Arcenay au 2, rue de Dompierre-en-Morvan à Lacour-d'Arcenay.

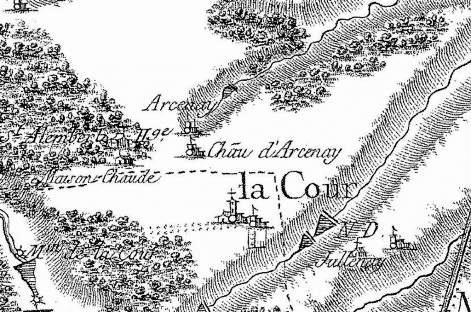
Carte ancienne d'Arcenay situant le château

## Historique
Dès les XIIe  et  XIIIe siècles, le fief d'Arcenay a des seigneurs qui en portent le nom avant de passer à la famille de Couches puis à celle de Louvois. En 1519, le château revient par mariage à Jean II de Conygham, capitaine des gardes écossais. Le château médiéval du XIVe siècle est transformé de 1748 à 1750 par l'architecte Jean-Baptiste Caristie. Il reste depuis dans la famille dont les propriétaires actuels sont les descendants[réf. souhaitée]. 
Le parc du château est inscrit aux monuments historiques par arrêté du 29 mai 2020.

## Architecture
Le château d'Arcenay une réplique du pavillon central du château de Lacour situé sur cette même commune. Bâti selon un plan en H, il est composé d'un corps principal flanqué de deux ailes, avec de hauts toits à lucarnes. Il possède en dépendances une grange et un pigeonnier. Il est nettement indiqué sur la carte Cassini au XVIIIe siècle ainsi que sur le cadastre de 1823[réf. souhaitée].